# Journiac
Journiac is een gemeente in het Franse departement Dordogne (regio Nouvelle-Aquitaine) en telt 365 inwoners (1999). De plaats maakt deel uit van het arrondissement Sarlat-la-Canéda.

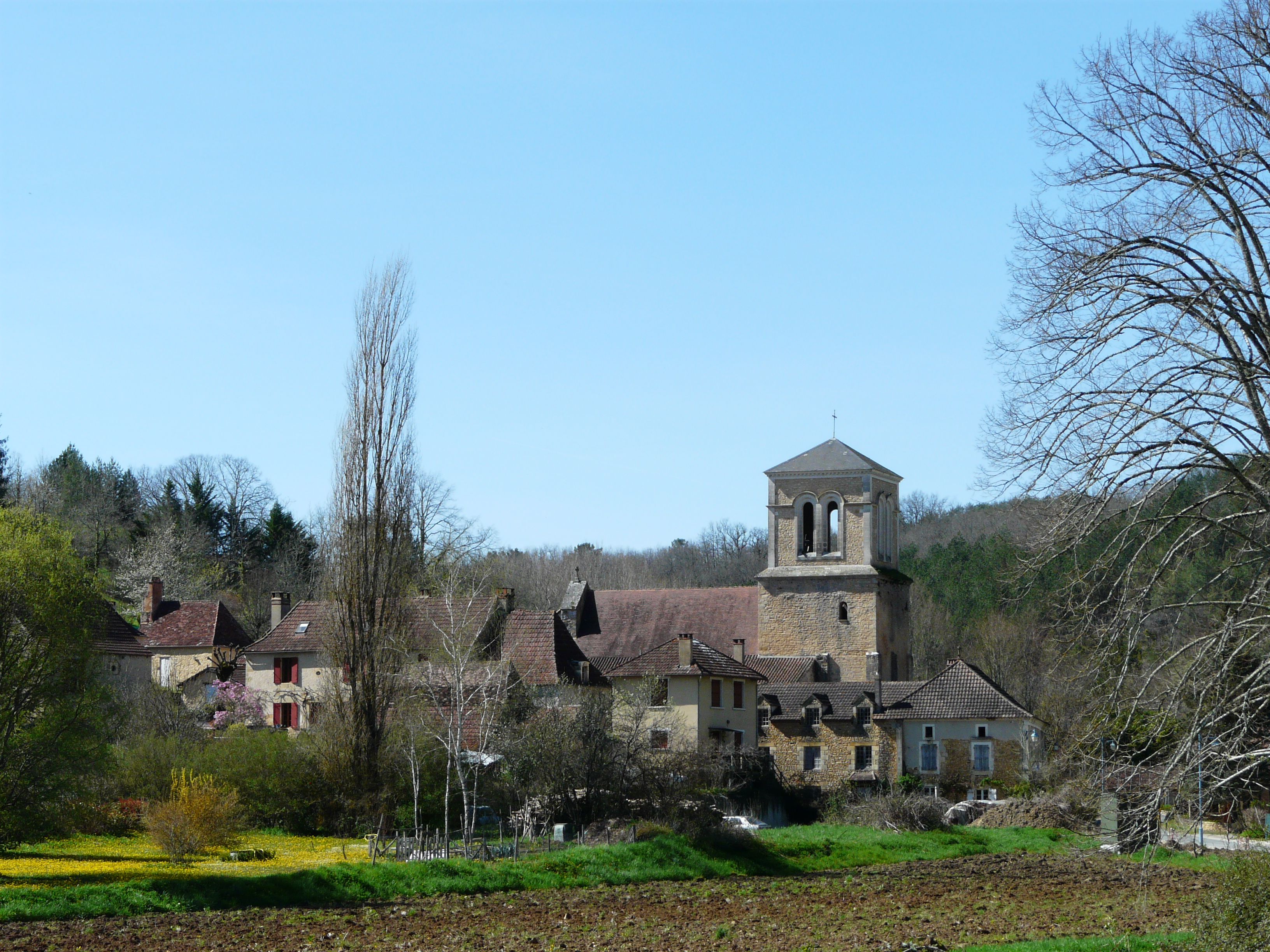
Journiac
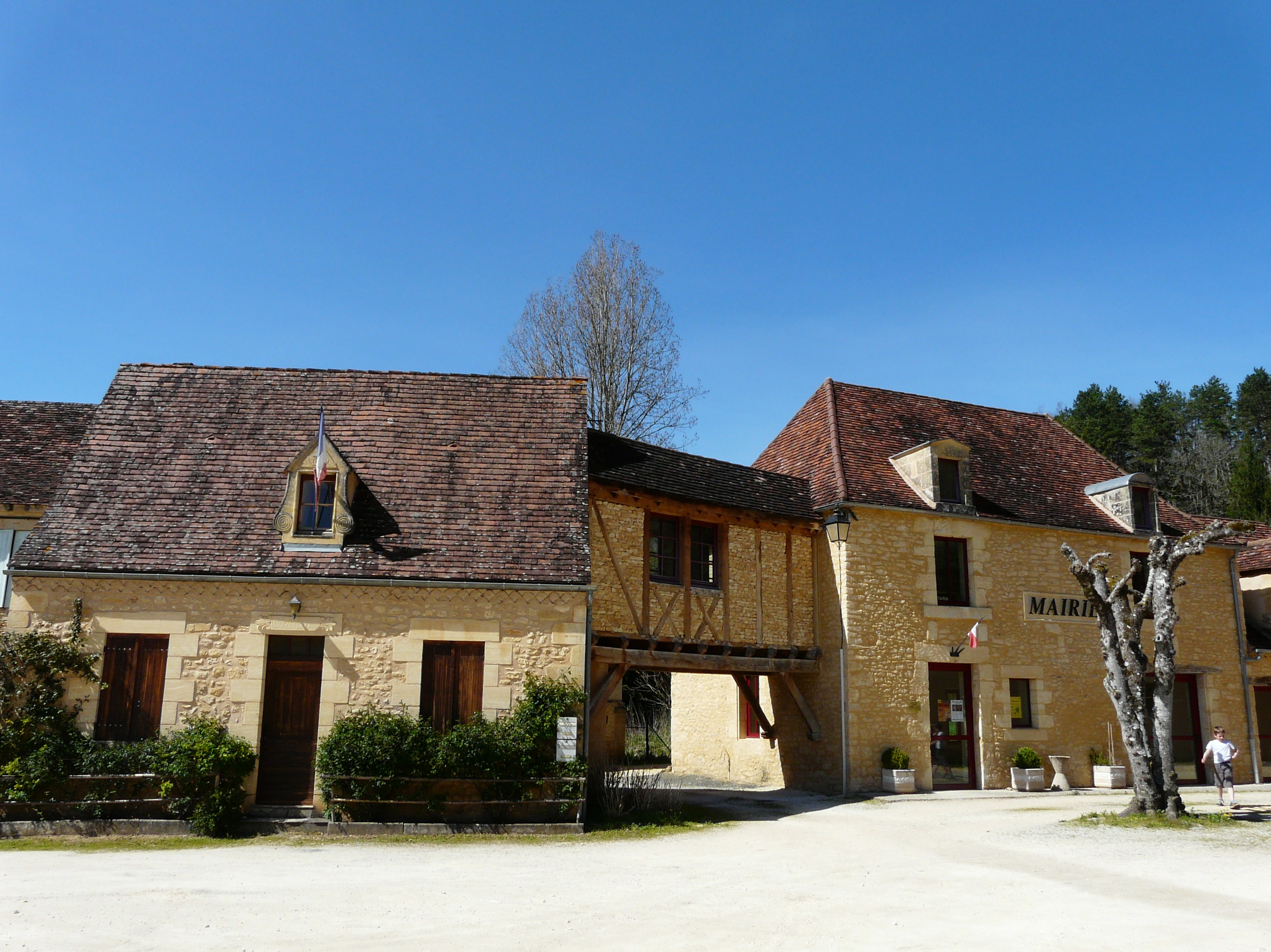
Het oude en nieuwe gemeentehuis

## Geografie
De oppervlakte van Journiac bedraagt 19,2 km², de bevolkingsdichtheid is 19,0 inwoners per km².
De onderstaande kaart toont de ligging van Journiac met de belangrijkste infrastructuur en aangrenzende gemeenten.

## Demografie
Onderstaande figuur toont het verloop van het inwonertal (bron: INSEE-tellingen).